# Ring-Messehaus (Leipzig)

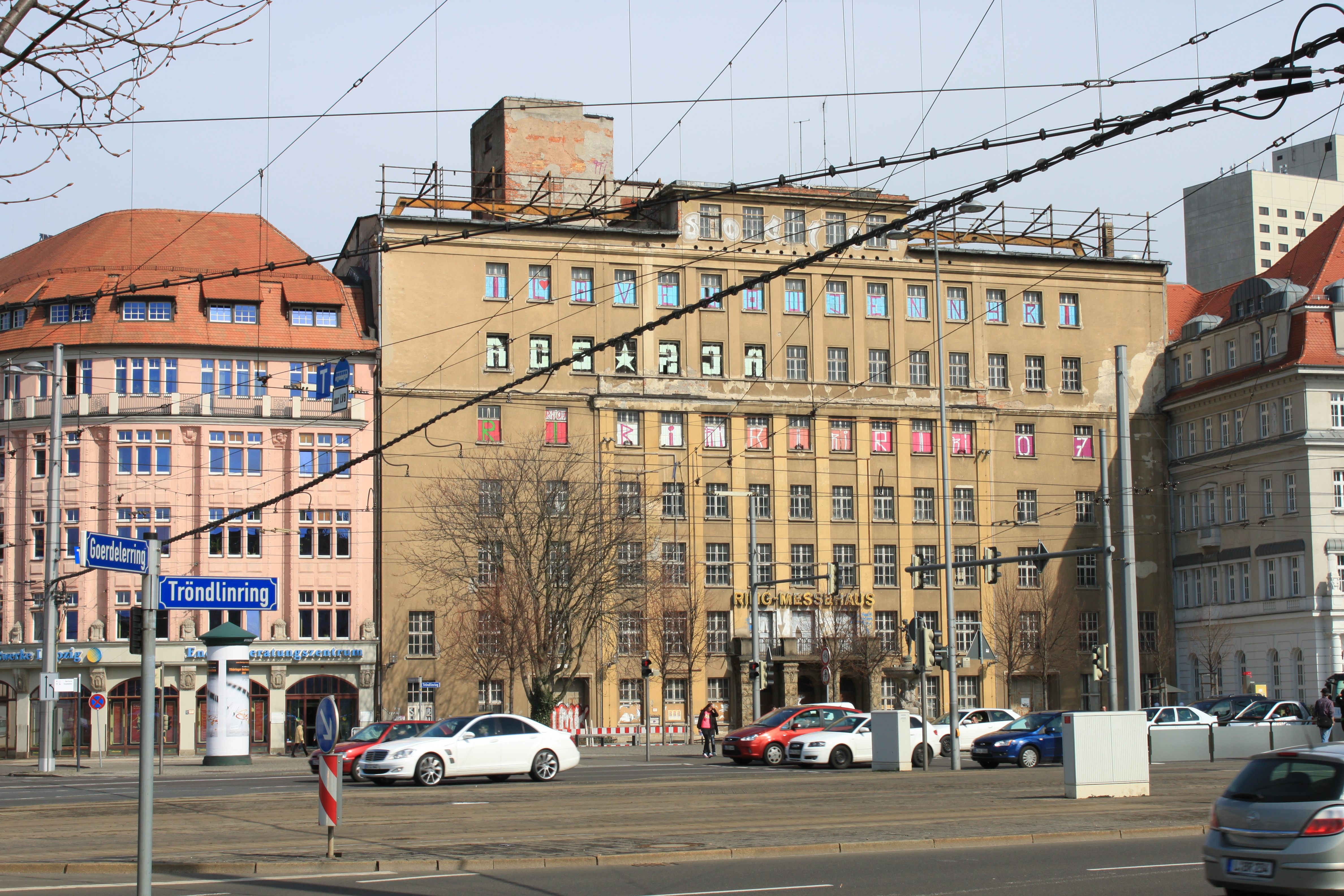
Das Ring-Messehaus im Jahr 2010

Das Leipziger Ring-Messehaus am Tröndlinring war das größte innerstädtische Messehaus der Welt. Es wurde bis 1992 als Mode-, Rauchwaren- und Textilmessehaus genutzt. Seit 2017 befindet sich im mittleren Gebäudeteil (inklusive rückwärtigem Neubau) das erste Budget-Hotel von Travel24.

## Geschichte

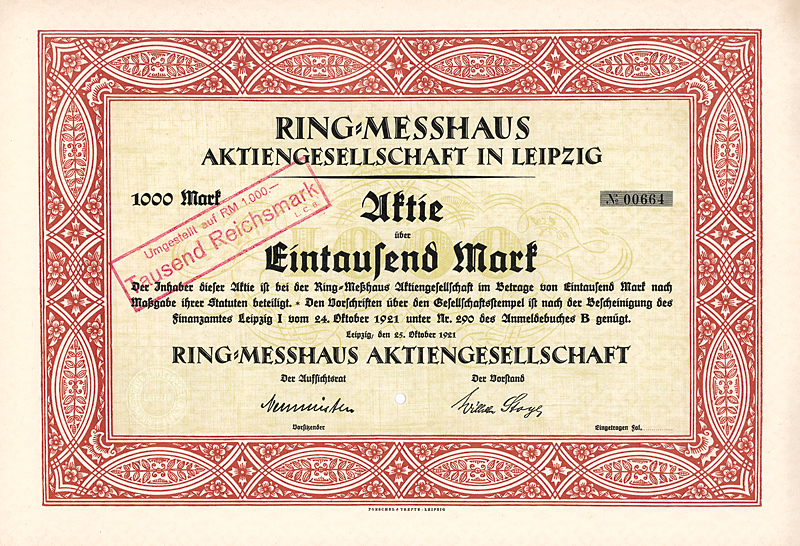
Aktie über 1000 Mark der Ring-Messehaus AG vom 25. Oktober 1921

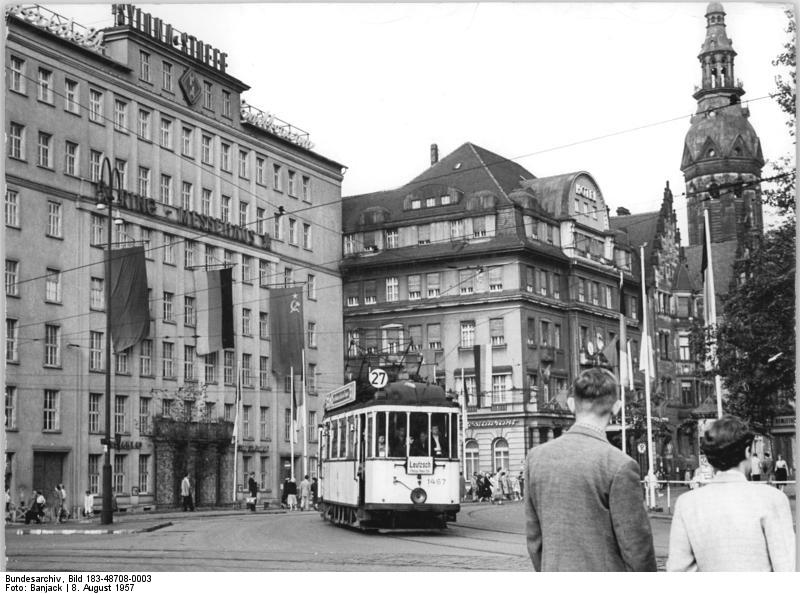
Das Ring-Messehaus und das Hotel International 1957

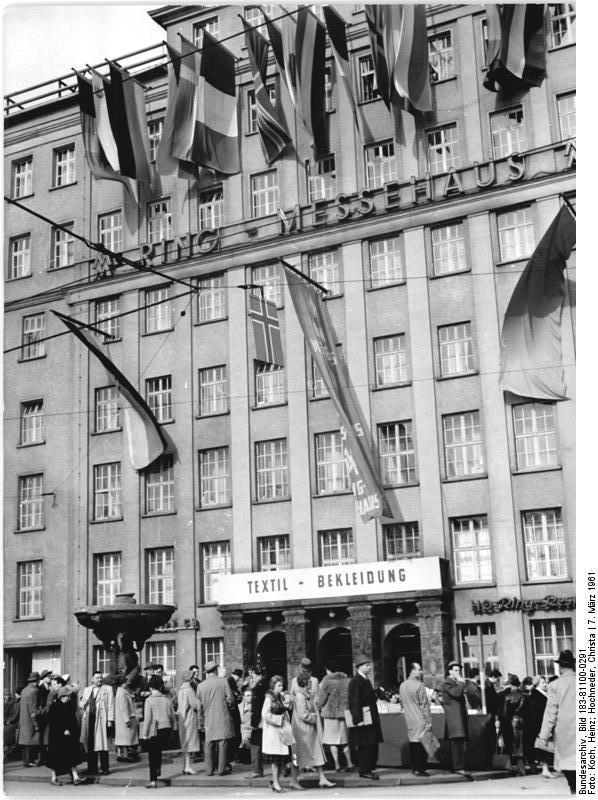
Das Ring-Messehaus zur Leipziger Frühjahrsmesse 1961

Das Gebäude entstand in mehreren Bauabschnitten. Es wurde bis 1926 durch die Ring-Messehaus AG gebaut. Der Komplex erstreckt sich vom Tröndlinring bis zur Humboldtstraße, nördlich des Richard-Wagner-Platzes. In einer ersten Phase entstand bis 1922 ein 13.000 Quadratmeter großer Teilbau auf dem ehemaligen Grundstück „Geibels Garten“. 1925 wurde dann das Vordergebäude um weitere acht Geschosse erhöht. Der Leipziger Architekt Gustav Pflaume erweiterte die Fassade mit einem kleinen Portikus. Im Keller eröffnete eine Gaststätte. 1926 öffnete das Messehaus in seiner geplanten Größe.
Durch einen Bombenangriff im Zweiten Weltkrieg wurden in der Nacht vom 3. zum 4. Dezember 1943 zwei Drittel des Gebäudes schwer beschädigt.
Die erste Leipziger Messe nach dem Zweiten Weltkrieg wurde am 8. Mai 1946 im Messehaus am Ring eröffnet. Ausstellungen fanden zunächst nur im Erdgeschoss Platz. Nach zwei Jahren war das Gebäude weitgehend saniert und umgebaut. Dies erfolgte nach Plänen von Oskar Pusch. Das Nordende des Gebäudes wurde 1955 mit einem fünfstöckigen Frontalbau erweitert, was weitere 5000 Quadratmeter Nutzfläche brachte. Die Nord- und Südseite zierten nun repräsentative Kopfbauten.
Seitdem standen 20.000 Quadratmeter Ausstellungsfläche zur Verfügung. Alle Gänge und Flure im Gebäudekomplex hatten eine Gesamtlänge von etwa 4500 Meter.
Im Jahr 1994 schloss das Messehaus und stand anschließend leer. Laut einem späteren Presseartikel wurde das Ring-Messehaus im Jahr 2006 vom israelischen Investor Adi Keizman erworben.
2013 wurde der Teil zwischen den beiden Kopfbauten abgerissen. Die Kopfbauten werden saniert und der Bereich dazwischen für ein Hotel der Firma Travel24.com neu bebaut, das Ende 2014 eröffnen sollte.
Im Juli 2014 wurde deutlich, dass sich die Fertigstellung des Hotels wegen Problemen mit dem Grundwasser verzögert. Die zwischenzeitlich für das Jahr 2016 geplante Eröffnung erfolgte letztlich im Frühjahr 2017. Im Januar 2017 erhielt das Dach eine 15 Meter lange Leuchtreklame. Im Rahmen eines Share Deals hat Travel24 das Gebäude im April 2017 an eine Beteiligungsgesellschaft der in Leipzig ansässigen Vicus Group AG und an die GSC Immobilienbeteiligungsgesellschaft mbH veräußert und gleichzeitig einen langfristigen Mietvertrag geschlossen.